# پلیس واتیکان
پلیس واتیکان یا Corpo della Gendarmeria dello Stato della Città del Vaticano یک گروه پلیسی و نیرویی امنیتی برای شهر واتیکان است.

## وظایف
وظیفه این گروه، حفظ امنیت، نظارت بر اجرای دستورها، کنترل مرزها و تحقیقات جنایی است. وظیفه برون مرزی این نیرو، محافظت از پاپ در خارج از مرزهای واتیکان است.
پلیس واتیکان ۱۳۰ کارمند دارد و نیز بخشی از دپارتمان امنیت و پدافند شهری است.